# Советкин, Константин Михайлович
Константи́н Миха́йлович Сове́ткин (род. 19 февраля 1989, Барыш, Ульяновская область) — российский футболист, полузащитник.

## Карьера
Выступал за молодёжные команды ДЮСШ Барыш, «Волга» (Ульяновск) и «Спартак» (Москва).
В «Спартаке» с 2006 года. В 2007 году был основным игроком дубля красно-белых, в составе которого стал победителем турнира дублирующих составов, признан «молодым игроком года» клуба. 19 июля 2008 года дебютировал за основной состав «Спартака» в матче против «Локомотива». В 2009 году выступал на правах аренды в махачкалинском «Анжи». В марте 2011 был арендован ульяновской «Волгой» сроком на полтора года. Выступал во втором дивизионе за «Металлург-Оскол» (2012/13 — 2013/14) и «Спартак» Кострома (2013/14 — 2014/15). В 2015—2016 годах играл за «Металлург-ОЭМК» в третьем дивизионе. Затем — тренер в центре начальной и старшей возрастной подготовки CityFootball и «Спартак» Москва.